# Dangshan
Dangshan är ett härad i Suzhous stad på prefekturnivå i provinsen Anhui i östra Kina. Det ligger omkring 300 kilometer norr om provinshuvudstaden Hefei.
Dangshan är indelat i 13 köpingar och två administrativa enheter på sockennivå.
Köpingar (zhen):

- Caozhuang (曹庄镇)
- Chengzhuang (程庄镇)
- Dangcheng (砀城镇)
- Geji (葛集镇)
- Guandimiao (关帝庙镇)
- Guanzhuangba (官庄坝镇)
- Liangli (良梨镇)
- Lizhuang (李庄镇)
- Tangzhai (唐寨镇)
- Xuanmiao (玄庙镇)
- Zhaotun (赵屯镇)
- Zhouzhai (周寨镇)
- Zhulou (朱楼镇)

Områden på sockennivå:
- Jingji Kaifaqu ekonomisk utvecklingszon (经济开发区)
- Xuelou Bancai Jiagong Yuan industripark (薛楼板材加工园)